# گرگ والدن
گرگ والدن (به انگلیسی: Greg Walden) نمایندهٔ حوزه انتخابیه دوم اورگن از حزب جمهوری‌خواه ایالات متحده آمریکا در مجلس نمایندگان ایالات متحده آمریکا است که برای نخستین‌بار در ۱۴ ژانویه ۱۹۹۹ میلادی به‌عضویت این مجلس درآمد.